# 報道センターNBC
『報道センターNBC』（ほうどうセンター エヌ・ビー・シー）は、1990年4月2日から2016年4月2日まで長崎放送で放送されていたローカルニュース番組。

## 概要
1976年4月から14年間続いた『NBCニュース6』の後番組として、1990年4月2日に放送開始した。この番組以後、JNN全国ニュース（1990年3月まで『JNNニュースコープ』、同年4月以降『JNNニュースの森』）とローカルニュースの放送順序が入れ替わった。
2016年4月2日（平日版は4月1日）で終了し26年の歴史に幕を閉じた。後継番組は4月4日にスタートする「Nスタ プラス長崎」でキャスターは継続される。

## 放送時間
- 開始当初：月曜 - 金曜 18:30 - 19:00
- 晩期：月曜 - 金曜 18:15 - 18:55、土曜 18:50 - 18:55

## 歴代のキャスター
特記の無い人物は全てNBCアナウンサー。

### 平日

#### 男性キャスター
| 期間      | 期間      | 男性       | 女性       | 女性       | 女性       | フィールドキャスター |
| 期間      | 期間      | 男性       | 月曜・火曜 | 水曜       | 木曜・金曜 | フィールドキャスター |
| --------- | --------- | ---------- | ---------- | ---------- | ---------- | -------------------- |
| 1990.4.2  | 1995.3.31 | 平松誠四郎 | 松原佳子   | 松原佳子   | 松原佳子   | （不在）             |
| 1995.4.3  | 1998.3.27 | 平松誠四郎 | 高月晶子   | 高月晶子   | 高月晶子   | （不在）             |
| 1998.3.30 | 1999.3.31 | 林田繁和   | 高月晶子   | 高月晶子   | 高月晶子   | （不在）             |
| 1999.4.1  | 2003.3.28 | 林田繁和   | 佐藤利恵   | 佐藤利恵   | 佐藤利恵   | （不在）             |
| 2003.3.31 | 2004.4.2  | 平松誠四郎 | 佐藤利恵   | 佐藤利恵   | 佐藤利恵   | （不在）             |
| 2004.4.5  | 2006.3.31 | 平松誠四郎 | 友成由紀   | 友成由紀   | 早田紀子   | （不在）             |
| 2006.4.3  | 2009.3.27 | 大倉聡     | 友成由紀   | 友成由紀   | 早田紀子   | （不在）             |
| 2009.3.30 | 2012.3.30 | 大倉聡     | 豊﨑なつき | 早田紀子   | 早田紀子   | （不在）             |
| 2012.4.2  | 2013.3.29 | 大倉聡     | 豊﨑なつき | 豊﨑なつき | 豊﨑なつき | （不在）             |
| 2013.4.1  | 2014.3.28 | 大倉聡     | 豊﨑なつき | 豊﨑なつき | 豊﨑なつき | 大門雅明             |
| 2014.3.31 | 2016.4.1  | 林田繁和   | 早田紀子   | 早田紀子   | 早田紀子   | 大門雅明             |

### 週末
- NBCアナウンサーが交替で担当